# جون هيو سميث
جون هيو سميث (بالإنجليزية: John Hugh Smith)‏ هو سياسي أمريكي، ولد في 1819، وتوفي في 1870.